# At the Gates
At the Gates — шведський музичний метал-гурт, заснований у 1990 році в місті Гетеборг. Команда проіснувала до 1996 року та припинила свою діяльність після видання чотирьох повноформатних альбомів. По праву вважаються одними з основоположників хвилі «гетеборзького мелодійного дез-металу», хоча перші два релізи були більше подібні до класичного дезу.
У 2007 році учасники гурту об'єдналися разом для проведення туру, проте вже наступного року, після його завершення, знову оголосили про розпад. Втім у грудні 2010 року відбувся другий «реюніон» колективу, який обмежувався лише концертною діяльністю. За словами фронтмена At the Gates Томаса Ліндберга не виключено, що гурт запише студійний альбом, проте ніякої конкретної інформації з цього приводу поки що немає.
Творчість At the Gates надихнула не один відомий метал-гурт наступних поколінь, серед яких перш за все слід відзначити Black Dahlia Murder та Darkest Hour.

## Історія
Гурт At the Gates був заснований у Гетеборзі Томасом Ліндбергом та Альфом Свенссоном, учасниками дез-металічного колективу Grotesque, що на той час припинив своє існування. Разом з братами-близнюками Юнасом та Андерсом Бйорлерами і барабанщиком Адріаном Ерландссоном вони записали наступного року дебютний EP «Gardens of Grief». Пісню At the Gates з вищезазначеного релізу було присвячено самогубству вокаліста блек-метал гурту Mayhem. Початкова версія альбому являла собою аудіо-касети з записом та обкладинки, розтиражовані на звичайному чорно-білому копірі. Пізніше «Gardens of Grief» було двічі перевидано: у 1995 році лейблом Black Sun Record та у 2004 році зусиллями Blackened Records.
Перший повноформатний альбом гурту був виданий 27 липня 1992 року на Deaf Records та отримав назву «The Red in the Sky Is Ours». Пізніше реліз неодноразово перевидавався як на касетах, так і на дисках. У наступних перевиданнях з'явилися додаткові треки: City Of Screaming Statues з попереднього релізу та два концертні записи. У підтримку альбому At the Gates здійснили тур Європою разом з британським гуртом My Dying Bride, після чого повернулися до студії та взялися до запису нового матеріалу.
Чергового альбому довго чекати не довелося — 7 травня 1993 року гурт презентував своє нове творіння «With Fear I Kiss the Burning Darkness». У записі, окрім постійних учасників гурту, взяв участь вокаліст Dismember Матті Керкі, який виконав партії бек-вокалу. А далі на музикантів чекала низка концертних турів: спочатку з Anathema та My Dying Bride, а у січні 1994 року з тими ж Anathema та британськими блек-металістами Cradle of Filth. Цей альбом став останнім, записаним разом з Альфом Свенссоном, якого у складі At the Gates змінив Мартін Ларссон.
У 1994 році було видано сингл «Gardens of Grief», який містив дві пісні з дебютного EP гурту 1991 року. У липні того ж року світ побачив третій студійний альбом гурту «Terminal Spirit Disease». Продюсером релізу став Фредрік Нурдстрем, як гості на альбомі взяли участь скрипалька Ільва Вальстедт та віолончеліст Петер Андерссон. Стиль «Terminal Spirit Disease» серйозно відрізнявся від попередніх робіт гурту — тепер у музиці колективу було значно більше мелодійності, фактично, цей альбом став одним зі зразків шведського мелодійного дез-металу. У його підтримку було здійснено гастрольний тур з My Dying Bride та Anathema, а також тур зі шведським гуртом Séance.
Останній студійний альбом гурту «Slaughter of the Soul» був виданий 14 листопада 1995 року. Роботу над ним At the Gates вдруге проводили під керівництвом Фредріка Нурдберга. Цей альбом було названо найвпливовішим релізом у жанрі мелодійного дез-металу всіх часів. Як гість на ньому засвітився Енді Ла Рок з гурту King Diamond, що виконав партію у пісні Cold. Попри приголомшливий успіх «Slaughter of the Soul», учасники гурту вирішили припинити спільну діяльність. Брати Бйорлери та Адріан Ерландссон заснували новий гурт, який отримав назву The Haunted.
У 2001 році лейблом Century Media було видано спліт At the Gates та Grotesque під назвою «Gardens of Grief / In the Embrace of Evil». А шість років потому, у 2007 році, гурт оголосив про своє возз'єднання та дав низку концертів, деякі з яких були видані пізніше у вигляді DVD чи бокс-сетів. Втім, у 2008 році At the Gates знову взяли затяжну паузу, яка тривала понад два роки. Починаючи з 2010 року гурт знову повернувся до концертної діяльності і, за словами фронтмена Томаса Ліндберга, не виключена можливість запису чергового студійного альбому, хоча ніякої конкретної інформації з цього приводу немає.
У 2014 році гурт випустив новий альбом At War With Reality, через майже 19 років після Slaughter of the Soul.

## Склад гурту
- Томас Ліндберг — вокал
- Мартін Ларссон — гітара
- Андерс Бйорлер — гітара
- Юнас Бйорлер — бас-гітара
- Адріан Ерландссон — ударні

Колишні музиканти
- Альф Свенссон — гітара (1990–1993)
- Бйорн Манкнер — бас-гітара (1990)
- Кліфф Лундберг — бас-гітара (1992)

Гастрольні музиканти
- Тоні Андерссон — бас-гітара (1992)

## Дискографія

### Альбоми та компіляції
| Альбом                                    | Рік  | Формат                   | Лейбл                 |
| ----------------------------------------- | ---- | ------------------------ | --------------------- |
| Gardens of Grief                          | 1991 | EP                       |                       |
| The Red in the Sky Is Ours                | 1992 | Альбом                   | Deaf Records          |
| With Fear I Kiss the Burning Darkness     | 1993 | Альбом                   | Peaceville Records    |
| Terminal Spirit Disease                   | 1994 | Альбом                   | Peaceville Records    |
| Slaughter of the Soul                     | 1995 | Альбом                   | Earache Records       |
| Cursed to Tour                            | 1996 | Спліт feat. Napalm Death | Earache Records       |
| Gardens of Grief / In the Embrace of Evil | 2001 | Спліт feat. Grotesque    | Century Media Records |
| Suicidal Final Art                        | 2001 | Збірка                   | Peaceville Records    |
| Purgatory Unleashed — Live at Wacken      | 2010 | Live                     | Earache Records       |
| Live in Krakow                            | 2010 | Live                     | Earache Records       |
| At War with Reality                       | 2014 | Альбом                   | Century Media Records |
| To Drink from the Night Itself            | 2018 | Альбом                   | Century Media Records |
| The Nightmare of Being                    | 2021 | Альбом                   | Century Media Records |

### DVD та бокс-сети
| Альбом                                    | Рік  | Формат   | Лейбл           |
| ----------------------------------------- | ---- | -------- | --------------- |
| The Flames of the End                     | 2010 | Бокс-сет | Earache Records |
| Ultimate Collector's Box Set              | 2010 | Бокс-сет | Earache Records |
| Purgatory Unleashed — Live at Wacken 2008 | 2011 | DVD      | Earache Records |